# Polling (Mühldorf am Inn járás)
Polling település Németországban, azon belül Bajorországban. Lakosainak száma 3368 fő (2023. december 31.). Polling Mühldorf am Inn, Waldkraiburg, Kraiburg am Inn és Oberneukirchen községekkel határos.

## Népesség
A település népessége az elmúlt években az alábbi módon változott:
| Lakosok száma | 516  | 856  | 2970 | 3019 | 3288 | 3291 | 3334 | 3309 | 3280 | 3368 |
|               | 1875 | 1950 | 1975 | 1987 | 2012 | 2014 | 2016 | 2017 | 2021 | 2023 |